# Star Ruler
Star Ruler est un jeu vidéo 4X et de stratégie en temps réel développé par Blind Mind Studios et édité par IGS, sorti en 2010 sur Windows.
Il a pour suite Star Ruler 2

## Accueil
- Rock, Paper, Shotgun : « Si vous pensez que se concentrer sur des faits purement numériques est une bonne chose, ce jeu est probablement pour vous »[1]